# Hrozyne
Hrozyne (ukr. Грозине) – wieś na Ukrainie, w obwodzie żytomierskim, w rejonie korosteńskim, w hromadzie Korosteń.
W 2025 liczyła 924 mieszkańców, spośród których 920 wskazało jako ojczysty język ukraiński.